# Championnat d'Équateur de football 2008
Navigation
Saison précédente Saison suivante
La saison 2008 du Championnat d'Équateur de football est la cinquantième édition du championnat de première division en Équateur.
Douze équipes prennent part à la Série A, la première division. Le championnat est scindé en deux tournois, Ouverture et Clôture, qui détermine les qualifications pour la poule pour le titre, l' Hexagonal. Le tournoi Ouverture est disputé sous forme d'une poule unique, avec les quatre premiers qualifiés pour l'Hexagonal. Le tournoi Clôture voit les équipes réparties en deux poules, dont seuls les deux vainqueurs participent à la poule finale. De plus, un classement cumulé des deux tournois permet de déterminer les deux équipes reléguées en Série B, la deuxième division équatorienne.
C'est le Deportivo Quito qui est sacré à l'issue de la saison, après avoir terminé en tête de l'Hexagonal, avec cinq points d'avance sur le tenant du titre, le LDU Quito et huit sur le Deportivo Cuenca. C'est le 3e titre de champion d'Équateur de l'histoire du club et le premier depuis 40 ans. 

## Les clubs participants
| - Club Deportivo Espoli - Promu de Série B - Barcelona Sporting Club - Deportivo Quito - Club Sport Emelec - Club Deportivo El Nacional - CDT Universitario - Promu de Série B | - Centro Deportivo Olmedo - LDU Quito - Deportivo Cuenca - Club Social y Deportivo Macara - Deportivo Azogues - CDU Católica del Ecuador - Promu de Série B |

## Compétition
Le barème de points utilisé pour déterminer les différents classements est le suivant :
- Victoire : 3 points
- Match nul : 1 point
- Défaite : 0 point

### Tournoi Ouverture

#### Classement
| Rang | Équipe                         | Pts | J  | G  | N | P  | Bp | Bc | Diff |
| ---- | ------------------------------ | --- | -- | -- | - | -- | -- | -- | ---- |
| 1    | Deportivo Quito                | 45  | 22 | 13 | 6 | 3  | 38 | 17 | +21  |
| 2    | LDU Quito (T)                  | 38  | 22 | 11 | 5 | 6  | 36 | 22 | +14  |
| 3    | Deportivo Cuenca               | 37  | 22 | 10 | 7 | 5  | 26 | 16 | +10  |
| 4    | Club Deportivo El Nacional     | 37  | 22 | 10 | 7 | 5  | 21 | 9  | +12  |
| 5    | Barcelona Sporting Club        | 35  | 22 | 9  | 8 | 5  | 34 | 27 | +7   |
| 6    | Club Deportivo Espoli (P)      | 31  | 22 | 9  | 4 | 9  | 31 | 29 | +2   |
| 7    | Club Social y Deportivo Macará | 30  | 22 | 8  | 6 | 8  | 18 | 19 | -1   |
| 8    | Club Sport Emelec              | 29  | 22 | 7  | 8 | 7  | 23 | 28 | -5   |
| 9    | CDT Universitario (P)          | 23  | 22 | 7  | 2 | 13 | 20 | 40 | -20  |
| 10   | Centro Deportivo Olmedo        | 18  | 22 | 3  | 9 | 10 | 15 | 27 | -12  |
| 11   | CDU Católica del Ecuador (P)   | 18  | 22 | 4  | 6 | 12 | 22 | 38 | -16  |
| 12   | Deportivo Azogues              | 17  | 22 | 3  | 8 | 11 | 22 | 31 | -9   |

|  | Qualification pour l'Hexagonal et pour la Copa Sudamericana 2008 |
|  | Qualification pour l'Hexagonal                                   |
|  | (T) : Tenant du titre (P) : Promu de Série B                     |

- Les trois premiers reçoivent un bonus respectif de 3,2 et 1 point au démarrage de l'Hexagonal.

### Tournoi Clôture

#### Poule A
| Rang | Équipe                     | Pts | J  | G | N | P | Bp | Bc | Diff |
| ---- | -------------------------- | --- | -- | - | - | - | -- | -- | ---- |
| 1    | Barcelona Sporting Club    | 22  | 10 | 7 | 1 | 2 | 13 | 4  | +9   |
| 2    | Deportivo Quito            | 17  | 10 | 5 | 2 | 3 | 14 | 7  | +7   |
| 3    | Centro Deportivo Olmedo    | 17  | 10 | 5 | 2 | 3 | 15 | 9  | +6   |
| 4    | Club Deportivo El Nacional | 13  | 10 | 4 | 1 | 5 | 7  | 11 | -4   |
| 5    | Club Sport Emelec          | 13  | 10 | 4 | 1 | 5 | 7  | 15 | -8   |
| 6    | Deportivo Azogues          | 4   | 10 | 1 | 1 | 8 | 7  | 17 | -10  |

|  | Qualification pour l'Hexagonal |

- Le premier reçoit un bonus d'un point au démarrage de la l'Hexagonal.

#### Poule B
| Rang | Équipe                         | Pts | J  | G | N | P | Bp | Bc | Diff |
| ---- | ------------------------------ | --- | -- | - | - | - | -- | -- | ---- |
| 1    | Club Social y Deportivo Macará | 18  | 10 | 5 | 3 | 2 | 17 | 13 | +4   |
| 2    | LDU Quito (T)                  | 16  | 10 | 4 | 4 | 2 | 12 | 10 | +2   |
| 3    | CDT Universitario (P)          | 15  | 10 | 3 | 6 | 1 | 10 | 9  | +1   |
| 4    | CDU Católica del Ecuador (P)   | 12  | 10 | 3 | 3 | 4 | 14 | 16 | -2   |
| 5    | Deportivo Cuenca               | 10  | 10 | 2 | 4 | 4 | 12 | 13 | -1   |
| 6    | Club Deportivo Espoli (P)      | 8   | 10 | 2 | 2 | 6 | 7  | 11 | -4   |

|  | Qualification pour l'Hexagonal               |
|  | (T) : Tenant du titre (P) : Promu de Série B |

- Le premier reçoit un bonus d'un point au démarrage de l'Hexagonal.

#### Classement cumulé
Un classement cumulé est établi en ajoutant les résultats obtenus lors des deux tournois : les deux derniers de ce classement sont relégués en Série B.
| Rang | Équipe                         | Pts | J  | G  | N  | P  | Bp | Bc | Diff |
| ---- | ------------------------------ | --- | -- | -- | -- | -- | -- | -- | ---- |
| 1    | Deportivo Quito                | 62  | 32 | 18 | 8  | 6  | 53 | 27 | +26  |
| 2    | Barcelona Sporting Club        | 57  | 32 | 16 | 9  | 7  | 47 | 31 | +16  |
| 3    | LDU Quito (T)                  | 54  | 32 | 15 | 9  | 8  | 48 | 32 | +16  |
| 4    | Club Deportivo El Nacional     | 50  | 32 | 14 | 8  | 10 | 37 | 32 | +5   |
| 5    | Club Social y Deportivo Macará | 48  | 32 | 13 | 9  | 10 | 35 | 32 | +3   |
| 6    | Deportivo Cuenca               | 47  | 32 | 12 | 11 | 9  | 38 | 29 | +9   |
| 7    | Club Sport Emelec              | 42  | 32 | 11 | 9  | 12 | 30 | 43 | -13  |
| 8    | Club Deportivo Espoli (P)      | 39  | 32 | 11 | 6  | 15 | 38 | 40 | -2   |
| 9    | CDT Universitario (P)          | 38  | 32 | 10 | 8  | 14 | 30 | 49 | -19  |
| 10   | Centro Deportivo Olmedo        | 35  | 32 | 8  | 11 | 13 | 30 | 36 | -6   |
| 11   | CDU Católica del Ecuador (P)   | 30  | 32 | 7  | 9  | 16 | 36 | 54 | -18  |
| 12   | Deportivo Azogues              | 21  | 32 | 4  | 9  | 19 | 29 | 48 | -19  |

|  | Relégation directe en Série B                |
|  | (T) : Tenant du titre (P) : Promu de Série B |

### Hexagonal
| Rang | Équipe                            | Pts | J  | G | N | P | Bp | Bc | Diff |
| ---- | --------------------------------- | --- | -- | - | - | - | -- | -- | ---- |
| 1    | Deportivo Quito +3                | 23  | 10 | 6 | 2 | 2 | 12 | 5  | +7   |
| 2    | LDU Quito (T) (CL) +2             | 18  | 10 | 5 | 1 | 4 | 15 | 14 | +1   |
| 3    | Deportivo Cuenca +1               | 15  | 10 | 4 | 2 | 4 | 10 | 11 | -1   |
| 4    | Club Deportivo El Nacional        | 14  | 10 | 3 | 5 | 2 | 10 | 9  | +1   |
| 5    | Barcelona Sporting Club +1        | 13  | 10 | 2 | 6 | 2 | 10 | 11 | -1   |
| 6    | Club Social y Deportivo Macará +1 | 5   | 10 | 0 | 4 | 6 | 12 | 19 | -7   |

|  | Qualification pour la Copa Libertadores 2009                         |
|  | Qualification pour le tour préliminaire de la Copa Libertadores 2009 |
|  | (T) : Tenant du titre (CL) : Vainqueur de la Copa Libertadores 2008  |

## Bilan de la saison
| Championnat d'Équateur de football 2008 |                                                |
| Champion                                | Deportivo Quito (3e titre)                     |
| Qualifications continentales            |                                                |
| Copa Libertadores 2009                  | Deportivo Quito                                |
| Copa Libertadores 2009                  | LDU Quito (tenant du titre)                    |
| Copa Libertadores 2009                  | Deportivo Cuenca (tour préliminaire)           |
| Copa Libertadores 2009                  | Club Deportivo El Nacional (tour préliminaire) |
| Copa Sudamericana 2008                  | Deportivo Quito                                |
| Promotions et relégations               |                                                |
| Promus en Série A                       | Manta FC                                       |
| Promus en Série A                       | LDU Portoviejo                                 |
| Relégués en Série B                     | CDU Católica del Ecuador                       |
| Relégués en Série B                     | Deportivo Azogues                              |